# Venyukovia prima
Venyukovia prima és una espècie de sinàpsid extint de la família dels veniukòvids que visqué durant el Permià mitjà en allò que avui en dia és Rússia. Es tracta de l'única espècie del gènere Venyukovia. Era un animal herbívor dotat de dents primitives. El seu nom genèric fou elegit en honor del geòleg i paleontòleg rus Pàvel Veniukov, que fou qui en descobrí les restes fòssils.
| Registre fòssil      | Registre fòssil | Registre fòssil | Registre fòssil  |
| Localitat            | País            | Antiguitat      | Espècie/s        |
| -------------------- | --------------- | --------------- | ---------------- |
| Mines de Kargalinski | Rússia          | Permià mitjà    | Venyukovia prima |